# Alimenty
Alimenty (z łac. alimentum „pokarm”, od alere „karmić, żywić”) – świadczenia na rzecz osób fizycznych, które nie mogą uzyskać środków utrzymania własnymi siłami, do których zobowiązywane są inne osoby bliskie.
Obowiązek alimentacyjny może wynikać z:
- pokrewieństwa
- powinowactwa
- małżeństwa.

Obowiązek alimentacyjny obciąża zstępnych (dzieci, wnuki) przed wstępnymi (rodzicami, dziadkami), wstępnych przed rodzeństwem, ale równocześnie krewnych bliższych stopniem przed dalszymi. Krewnych w tym samym stopniu obciąża obowiązek alimentacyjny w częściach odpowiadających ich możliwościom zarobkowym i majątkowym. Krewni w linii prostej (to znaczy rodzice, dziadkowie, dzieci oraz rodzeństwo) zobowiązani są do wzajemnej alimentacji, jeżeli osoba do tego uprawniona znajduje się w potrzebie. Zakres tego obowiązku kształtuje się różnie i obejmuje on środki niezbędne do zaspokojenia usprawiedliwionych potrzeb życiowych (w przypadku dziecka także środków wychowania i wykształcenia). Przy ustalaniu zakresu alimentów należy brać pod uwagę zarówno potrzeby uprawnionego, jak i możliwości zobowiązanego.
W debacie publicznej dotyczącej alimentów zwraca się uwagę na ich podobieństwo do opłat za pobyt w domu pomocy społecznej. Gdy osoba umieszczona tam nie jest w stanie ich pokryć, obowiązek ten przechodzi na małżonka, a w dalszej kolejności na dzieci i wnuki.

## Podstawa prawna
Podstawą prawną regulującą zakres i zasady świadczeń alimentacyjnych jest ustawa Kodeks rodzinny i opiekuńczy, wraz z kolejnymi nowelizacjami. Zasady związane z obowiązkiem alimentacyjnym opisuje „Dział III – Obowiązek alimentacyjny” (odpowiednio art. 128 do art. 144).

### Obowiązek alimentacyjny rodziców wobec dzieci
Zgodnie z art. 133 K.r.o.
§ 1. Rodzice obowiązani są do świadczeń alimentacyjnych względem dziecka, które nie jest jeszcze w stanie utrzymać się samodzielnie, chyba że dochody z majątku dziecka wystarczają na pokrycie kosztów jego utrzymania i wychowania.
§ 2. Poza powyższym wypadkiem uprawniony do świadczeń alimentacyjnych jest tylko ten, kto znajduje się w niedostatku.
§ 3. Rodzice mogą uchylić się od świadczeń alimentacyjnych względem dziecka pełnoletniego, jeżeli są one połączone z nadmiernym dla nich uszczerbkiem lub jeżeli dziecko nie dokłada starań w celu uzyskania możności samodzielnego utrzymania się.
Błędne jest twierdzenie, iż obowiązek alimentacyjny rodziców wobec dzieci trwa z zasady do 18. roku życia, lub do ukończenia przez dziecko nauki w szkole publicznej w systemie dziennym, nie dłużej jednak niż do ukończenia 25. roku życia. Sąd Najwyższy potwierdził, że obowiązek alimentacyjny „nie jest ograniczony żadnym sztywnym terminem i nie jest również związany ze stopniem wykształcenia” oraz nie można wymagać, by po ukończeniu 18. roku życia dziecko „pracowało, osiągając dochody wystarczające na swoje utrzymanie”. Alternatywą dla sprawy sądowej może być umowa między stronami: osoba alimentowana i zobowiązanym do (płacenia) alimentów; o ustaniu obowiązku alimentacyjnego.
Wyjątkiem jest świadczenie wobec dziecka niepełnosprawnego, które nie jest w stanie utrzymać się samodzielnie (tu obowiązek alimentacyjny nie wygasa – dożywotnio).
Do ukończenia 18. roku życia alimenty płacone są „do ręki” drugiemu z rodziców, lub sąd w wyroku określa inny sposób realizacji świadczenia (np. część kwoty jest płacona bezpośrednio na szkołę czy zajęcia dodatkowe). Po ukończeniu 18. roku życia alimenty płacone są dziecku, a nie drugiemu z rodziców.
Zakres obowiązku alimentacyjnego rodziców wobec dzieci precyzuje art. 135, który wskazuje, iż do ustalenia wysokości alimentów sąd bierze pod uwagę:
a) usprawiedliwione potrzeby dziecka,
ograniczając równocześnie maksymalną wysokość świadczenia do:
b) możliwości zarobkowych i majątkowych rodziców.
Potrzeby są różne i zależą od wieku dziecka, stanu zdrowia itp.
Jako zasadę przyjmuje się w praktyce orzeczniczej, iż rodzice partycypują w kosztach utrzymania dziecka po równo, solidarnie, chyba że któraś ze stron ma istotne przeszkody ku temu (np. jest niepełnosprawna) – stanowi o tym art. 133.
Podczas ustalania wysokości świadczenia brane są pod uwagę realne potrzeby dziecka (sąd zazwyczaj prosi o przedstawienie rzeczywistych miesięcznych wydatków na dziecko) z odniesieniem do średniego poziomu życia w Polsce. W obecnej praktyce orzeczniczej dla rodziców zarabiających powyżej średniej krajowej, wysokość alimentów nie zależy od dochodów – przyjmuje się, że uzasadnione potrzeby dziecka nie ulegają zmianie pomimo wzrostu dochodów któregoś z rodziców. Pod pojęciem uzasadnione potrzeby dziecka sąd weźmie pod uwagę typowe koszty związane z wyżywieniem, opieką medyczną, mieszkaniem, nauką itd. Sąd odrzuci natomiast jako nieuzasadnione świadczenia ponadstandardowe typu drogie markowe ubrania, prywatna szkoła, prywatne korepetycje itd., chyba że obie strony solidarnie zgodzą się na nie.
Przyjmuje się co do zasady, że poziom alimentów na wszystkie dzieci powinien być z zasady równy – każde z rodzeństwa otrzyma w praktyce identyczną kwotę, chyba że zdaniem sądu występują istotne okoliczności, aby było inaczej (na przykład jedno z dzieci wymaga kosztownej opieki medycznej).
Art. 135 § 2 precyzuje także, iż świadczenie alimentacyjne może być zaspokojone poprzez osobiste starania na rzecz uprawnionego. Oznacza to, iż możliwa jest sytuacja, w której w wyroku określone będą czynności, które ma obowiązek wykonać któraś ze stron, co skutkuje obniżeniem kwoty alimentów. Może to być np. dowóz dziecka do szkoły, albo opłacenie zajęć lub szkoły bezpośrednio (wówczas w wyroku określona jest kwota, która nie jest płacona „do ręki”). W praktyce orzeczniczej sądy rodzinne coraz chętniej skłaniają się ku tego typu rozwiązaniom, podkreślając znaczenie starań z obu stron w procesie wychowania dziecka.
W pierwszej kolejności do alimentowania dzieci zobowiązani są ich rodzice. Jeżeli rodzice z jakiś przyczyn nie są w stanie zaspokoić w całości lub w części potrzeb dzieci, wówczas obowiązek alimentacyjny w całości lub w części przechodzi na dalszych krewnych, czyli dziadków, a następnie, gdyby nie byli oni w stanie go wykonać, na rodzeństwo. Zarówno dziadkowie, jak i rodzeństwo zobowiązani są do alimentacji proporcjonalnie do swoich możliwości zarobkowych i majątkowych.

### Obowiązek alimentacyjny dzieci wobec rodziców
Obowiązek taki powstaje wówczas, gdy rodzice znajdują się w niedostatku, tzn. gdy nie są oni w stanie własnymi siłami zaspokoić swoich usprawiedliwionych potrzeb, w szczególności gdy nie mają niezbędnych środków i nie mogą ich uzyskać ze względu na wiek, stan zdrowia itp. Także w tym przypadku zakres obowiązku alimentacyjnego zależy od możliwości zarobkowych i majątkowych dzieci. Jeżeli rodzice mają kilkoro dzieci, to wszystkie one zobowiązane są do alimentacji względem rodziców. Każde z dzieci zobowiązane jest w części odpowiadającej jego możliwościom. Przy jednakowych możliwościach części te są równe, przy różnych – proporcjonalne do sytuacji każdego z dzieci. Jeżeli jedno z dzieci nie jest w ogóle w stanie spełnić ciążącego na nim obowiązku, cały ciężar alimentów rozkłada się na pozostałe. Zdarza się, że jedno z dzieci wypełnia swój obowiązek, zapewniając rodzicom np. mieszkanie i opiekę, w tej sytuacji pozostałe dzieci winny zaspokoić resztę usprawiedliwionych potrzeb.

## Krewni w linii bocznej – rodzeństwo
W stosunku do rodzeństwa zobowiązany może uchylić się od świadczeń alimentacyjnych, jeżeli są one połączone z nadmiernym uszczerbkiem dla niego lub dla jego najbliższej rodziny – co musi wykazać.

## Powinowactwo
Obowiązek alimentacji może powstać także pomiędzy powinowatymi, ale tylko wówczas, gdy żądanie alimentów odpowiada zasadom współżycia społecznego. I tak mąż matki (ojczym) lub żona ojca (macocha) mogą żądać od dziecka alimentów, jeżeli przyczynili się do jego wychowania i utrzymania.
Obowiązek alimentacyjny ojczyma lub macochy wobec pasierba albo pasierba wobec ojczyma lub macochy powstaje dopiero wówczas, gdy nie ma w ogóle krewnych zobowiązanych do alimentacji albo gdy zobowiązane osoby nie są w stanie uczynić zadość swojemu obowiązkowi.
Również dziecko może żądać świadczeń alimentacyjnych od ojczyma lub macochy, jeżeli odpowiada to zasadom współżycia społecznego, którą przez swój związek założyli.

## Obowiązek alimentacyjny małżonków

### W czasie trwania małżeństwa
W czasie trwania małżeństwa oboje małżonkowie obowiązani są, każdy według swych sił oraz swych możliwości zarobkowych i majątkowych, przyczyniać się do zaspokajania potrzeb rodziny. Pozyskane środki materialne przeznaczone są dla zapewnienia prawidłowego funkcjonowania nie tylko całej rodziny, ale każdego z jej członków (a więc także współmałżonka) przy zachowaniu przez wszystkich równej stopy życiowej. Oznacza to, że każdy z małżonków może dochodzić przed sądem alimentów zarówno wówczas, gdy z małżeństwa urodziły się dzieci, jak i wtedy, gdy dzieci nie ma. Małżonkowie bezdzietni także tworzą rodzinę, której potrzeby muszą być zaspokojone.
Zakres obowiązku alimentacyjnego uzależniony jest od możliwości zarobkowych i majątkowych każdego z małżonków. Zakresu tego nie wyznaczają tylko faktyczne dochody (zarobki), ale też potencjalna wielkość dochodów, jakie każdy z nich mógłby osiągnąć, wykorzystując swoje możliwości. Jednocześnie wysokość alimentów określona jest potrzebami małżonka uprawnionego, które są różne w zależności od wieku, stanu zdrowia, zainteresowań itp.
Przy ustalaniu obowiązku alimentacyjnego między małżonkami obowiązuje zasada równej stopy życiowej. Oznacza to, że obowiązek alimentowania jednego z małżonków wobec drugiego ma na celu zapewnienie małżonkowi domagającemu się alimentów takiego samego poziomu życia.
Obowiązek wzajemnego alimentowania się małżonków trwa także wtedy, gdy pozostają oni w faktycznej separacji. Małżonek, który nie był winny zerwania pożycia, może w czasie trwania choćby już tylko formalnego związku małżeńskiego żądać zaspokojenia swoich potrzeb na zasadzie równej stopy życiowej.
Oprócz alimentów sąd może również zawyrokować wypłacanie wynagrodzenia za pracę jednego małżonka drugiemu małżonkowi.

### Alimenty po rozwodzie
W określonych okolicznościach rozwiedzeni małżonkowie mogą żądać od siebie alimentów. Obowiązek alimentacyjny wygasa ostatecznie względem tylko tego małżonka, który został uznany za wyłącznie winnego rozkładu pożycia. Trwa jednak nadal, jeżeli żadne z nich nie ponosi winy za rozkład pożycia bądź też jeżeli rozwód został orzeczony bez orzekania o winie, a także wówczas, gdy orzeczono rozwód z winy obojga małżonków.
Prawo do alimentów zachowuje małżonek nie ponoszący winy za rozkład pożycia. Małżonek, który nie został uznany za winnego (rozwód bez orzekania o winie), ma prawo żądać alimentów od drugiego małżonka, jeśli znajduje się w niedostatku. Zakres tego obowiązku, uzależniony od potrzeb uprawnionego i możliwości zobowiązanego, trwa 5 lat, licząc od daty uprawomocnienia się wyroku rozwodowego. W wyjątkowych okolicznościach może zostać przedłużony.
Małżonek wyłącznie winny obowiązany jest przyczyniać się w odpowiednim zakresie do zaspokojenia usprawiedliwionych potrzeb małżonka niewinnego, chociażby ten nie znajdował się w niedostatku. Obowiązek ten ma na celu wyrównanie stopy życiowej małżonka niewinnego, nawet jeśli rozwód nie pociągnął za sobą istotnego pogorszenia jego sytuacji materialnej i nie jest ograniczony w czasie. Trwa aż do śmierci małżonka niewinnego lub zawarcia nowego małżeństwa.
Obowiązek alimentacyjny może być zniesiony. Jeżeli sąd w wyroku rozwodowym ustanowił m.in. alimenty na rzecz małoletniego, a małoletni stał się już osobą mającą pełną zdolność do czynności prawnych (tj. co do zasady 18 lat) i potrafi już sam się utrzymać, można znieść obowiązek alimentacyjny na 2 sposoby:
- sądownie
- lub w szybszy sposób ugodą mediacyjną zawartą u mediatora.

Ustawodawca nie wyznaczył, do jakiego wieku winno się płacić alimenty, jeśli osoba ma np. 22 lata, ale nie jest w stanie sama się utrzymać, to obowiązek alimentacyjny nadal trwa. Pełnoletniość nie jest granicą, która pozwala rodzicom na uwolnienie się od obowiązku alimentacji na rzecz dzieci. W sytuacji gdy uprawniony jest w stanie zarobić na swoje życie, nie żyje w niedostatku, można umówić się na spotkanie mediacyjne i poprzez zawartą ugodę mediacyjną znieść obowiązek alimentacyjny.

## Unikanie płacenia alimentów
W prawie polskim nie ma obowiązku, aby kwestie alimentów rozstrzygane były wyrokiem sądowym. Kiedy strony są zgodne co do sposobu zaspokajania potrzeb rodziny, kwestia ta może pozostać niesformalizowana. Jeżeli zaistnieje taka konieczność, wspólne ustalenia uregulować można w formie umowy przed notariuszem albo ugody przed mediatorem lub sądem. Jednak w sytuacji, kiedy nie ma porozumienia w sprawie alimentów, trafia ona najczęściej do sądu. Wyrok w takiej sytuacji jest pierwszym krokiem do uzyskania alimentów.
Jeżeli po uprawomocnieniu się wyroku dłużnik unika płacenia alimentów, wierzycielowi z pomocą przychodzi komornik. Nierzadkie są niestety przypadki, kiedy dłużnik alimentacyjny podejmuje czynności które zmierzają do uniemożliwienia egzekucji świadczeń alimentacyjnych. W takim przypadku wierzyciel może podjąć inne czynności, które dadzą szansę na odzyskanie alimentów. (np. podjąć kroki zmierzające do administracyjnego dyscyplinowania dłużnika)
Uporczywe uchylanie się od ciążącego obowiązku alimentacji i narażenie przez to osoby uprawnionej na niemożność zaspokojenia podstawowych potrzeb życiowych jest przestępstwem, określonym w art. 209 Kodeksu karnego, zagrożonym grzywną, karą ograniczenia wolności albo dwuletnim więzieniem.

§ 1. Kto uchyla się od wykonania obowiązku alimentacyjnego określonego co do wysokości orzeczeniem sądowym, ugodą zawartą przed sądem albo innym organem albo inną umową, jeżeli łączna wysokość powstałych wskutek tego zaległości stanowi równowartość co najmniej 3 świadczeń okresowych albo jeżeli opóźnienie zaległego świadczenia innego niż okresowe wynosi co najmniej 3 miesiące,
podlega grzywnie, karze ograniczenia wolności albo pozbawienia wolności do roku.
§ 1a. Jeżeli sprawca czynu określonego w § 1 naraża osobę uprawnioną na niemożność zaspokojenia podstawowych potrzeb życiowych,
podlega grzywnie, karze ograniczenia wolności albo pozbawienia wolności do lat 2.
§ 2. Ściganie przestępstwa określonego w § 1 lub 1a następuje na wniosek pokrzywdzonego, organu pomocy społecznej lub organu podejmującego działania wobec dłużnika alimentacyjnego.
§ 3. Jeżeli pokrzywdzonemu przyznano odpowiednie świadczenia rodzinne albo świadczenia pieniężne wypłacane w przypadku bezskuteczności egzekucji alimentów, ściganie przestępstwa określonego w § 1 lub 1a odbywa się z urzędu.
§ 4. Nie podlega karze sprawca przestępstwa określonego w § 1, który nie później niż przed upływem 30 dni od dnia pierwszego przesłuchania w charakterze podejrzanego uiścił w całości zaległe alimenty.
§ 5. Sąd odstępuje od wymierzenia kary, jeżeli nie później niż przed upływem 30 dni od dnia pierwszego przesłuchania w charakterze podejrzanego sprawca przestępstwa określonego w § 1a uiścił w całości zaległe alimenty, chyba że wina i społeczna szkodliwość czynu przemawiają przeciwko odstąpieniu od wymierzenia kary.

W październiku 2008 ustawa o pomocy osobom uprawnionym do alimentów zmieniła przepisy ustawy o udostępnianiu informacji gospodarczej. W związku z tą zmianą wójt, burmistrz lub prezydent miasta będą przekazywali do biur informacji gospodarczych informacje o dłużnikach alimentacyjnych, którzy nie regulują zobowiązań na czas (przez okres dłuższy niż 6 miesięcy).

W praktyce ściągalność alimentów w Polsce jest bardzo niska (ok. 13%), przede wszystkim ze względu na zaniechania organów samorządowych w korzystaniu z dostępnych środków egzekucji.